# اسکس
اسکس (به انگلیسی: Essex) یک شهرستان تشریفاتی و غیر شهری در شرق انگلستان است. اسکس در شمال شرقی لندن بزرگ واقع شده است. جمعیت آن در سال ۲۰۱۰ در حدود ۱٬۷۳۷٬۹۰۰ نفر بوده است.

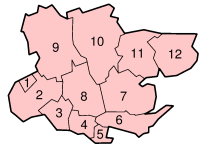

## نگارخانه

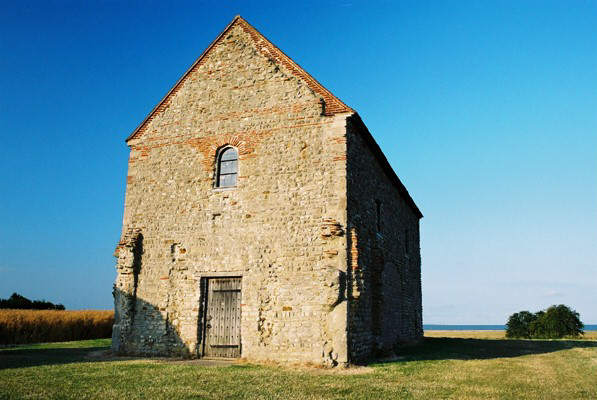
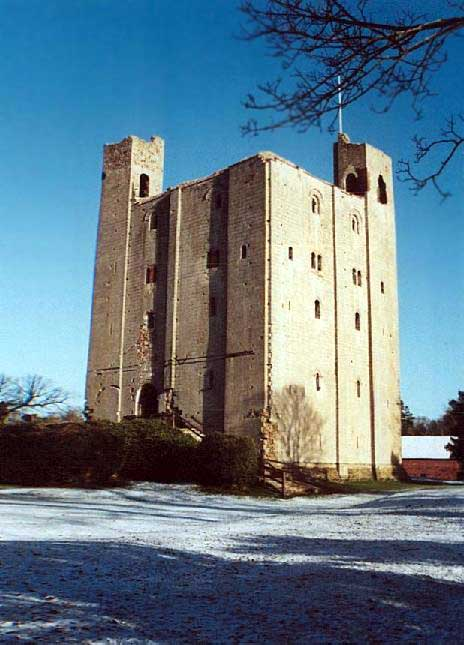
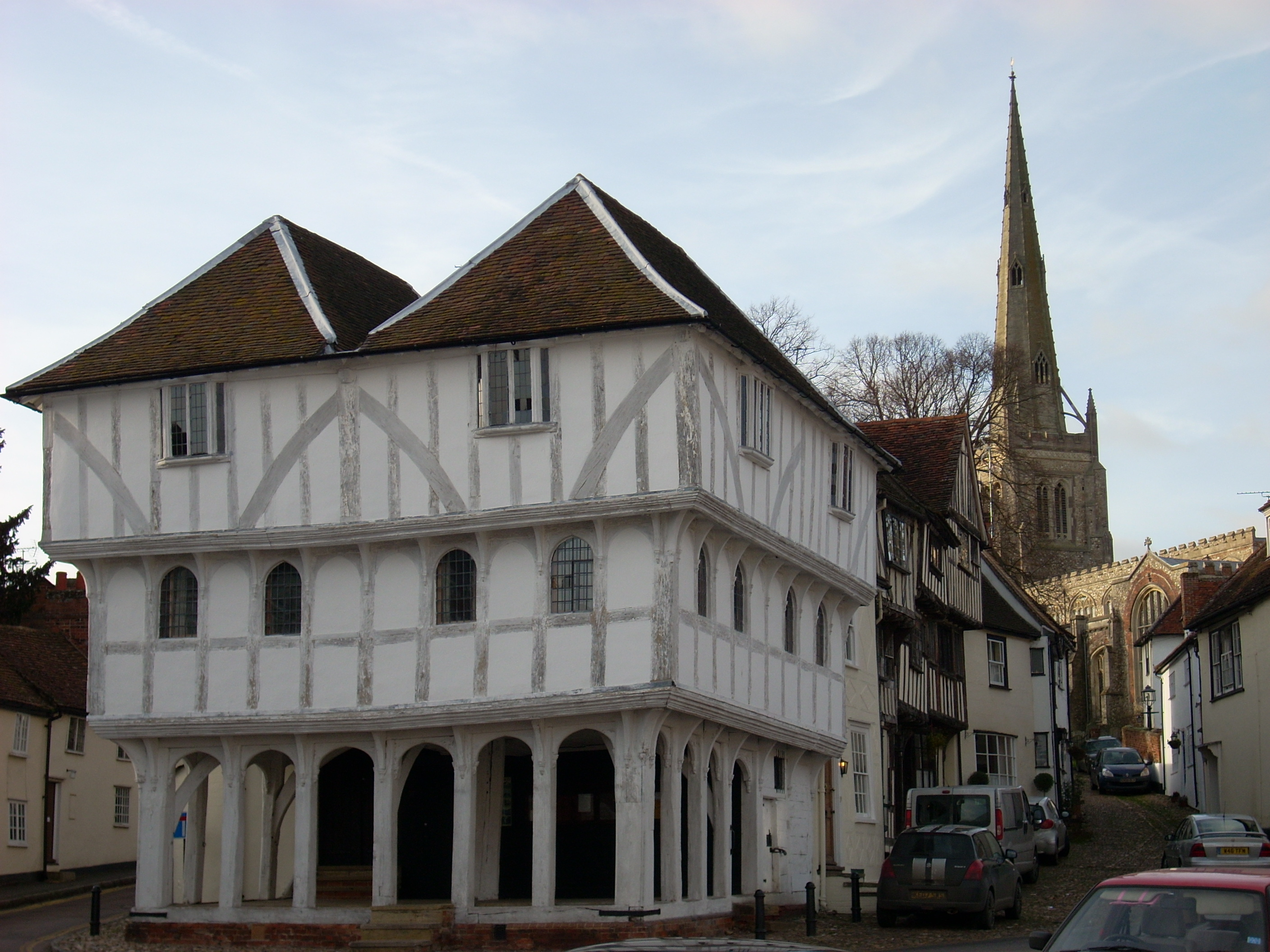
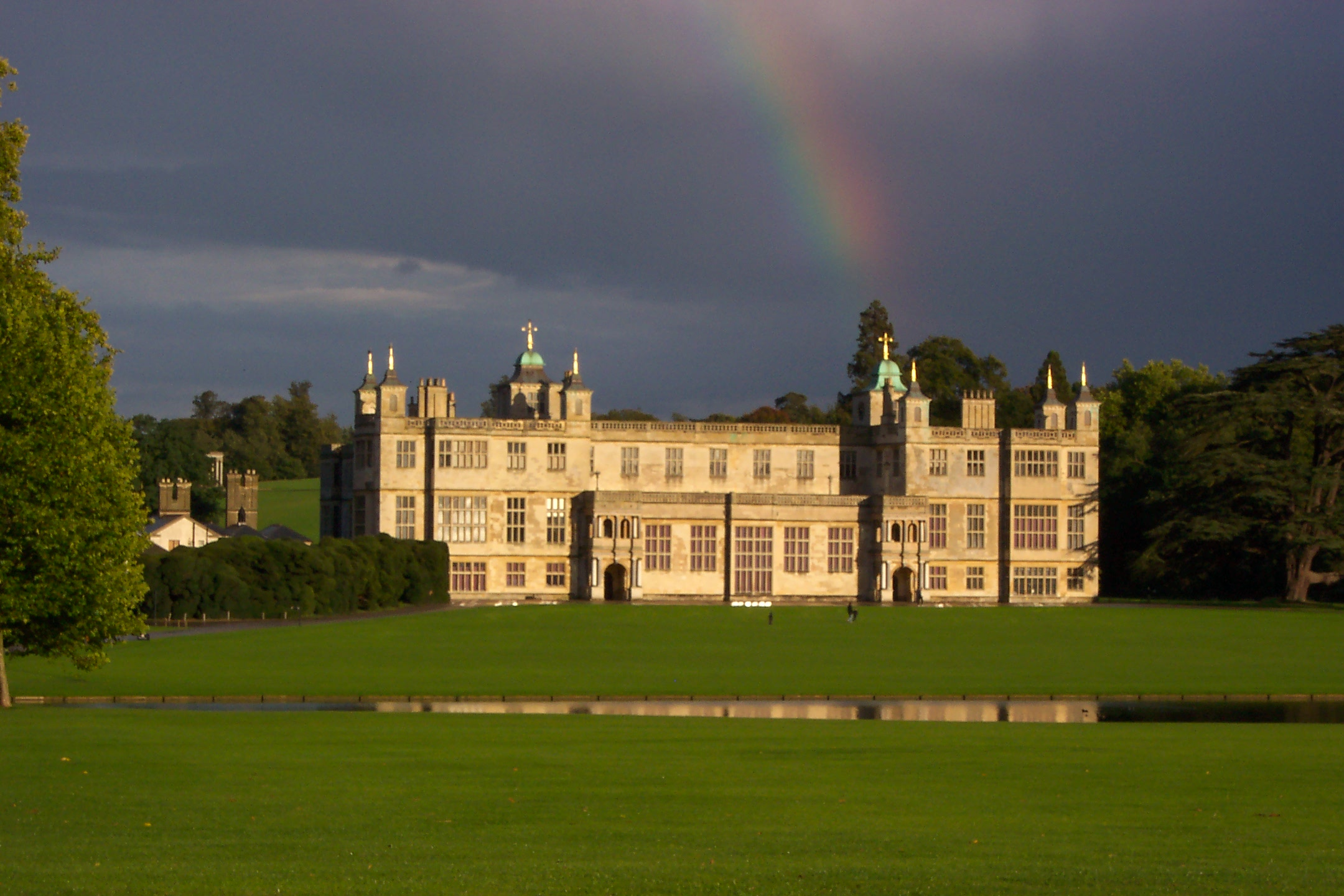
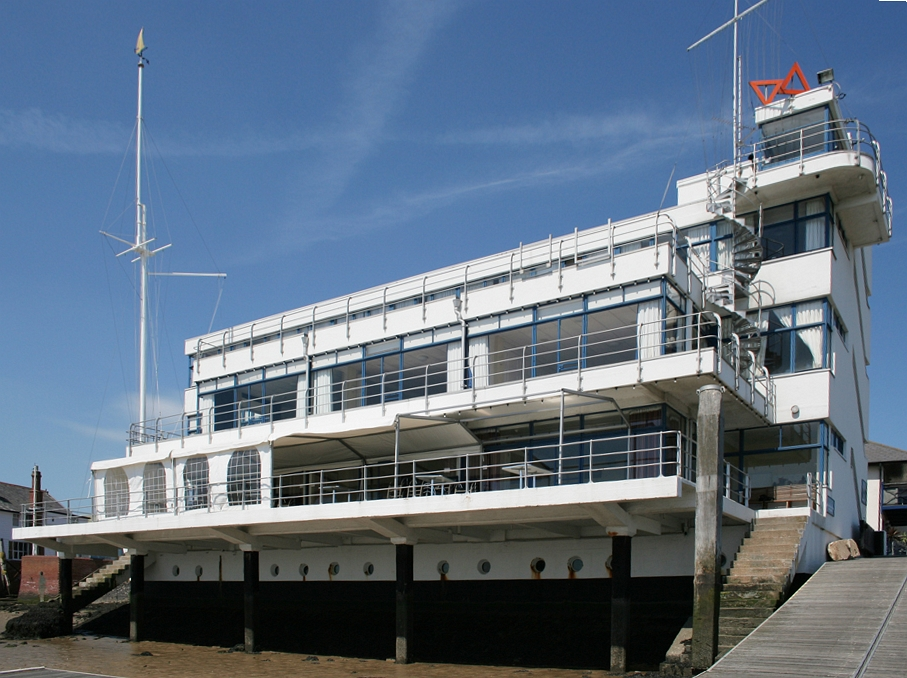
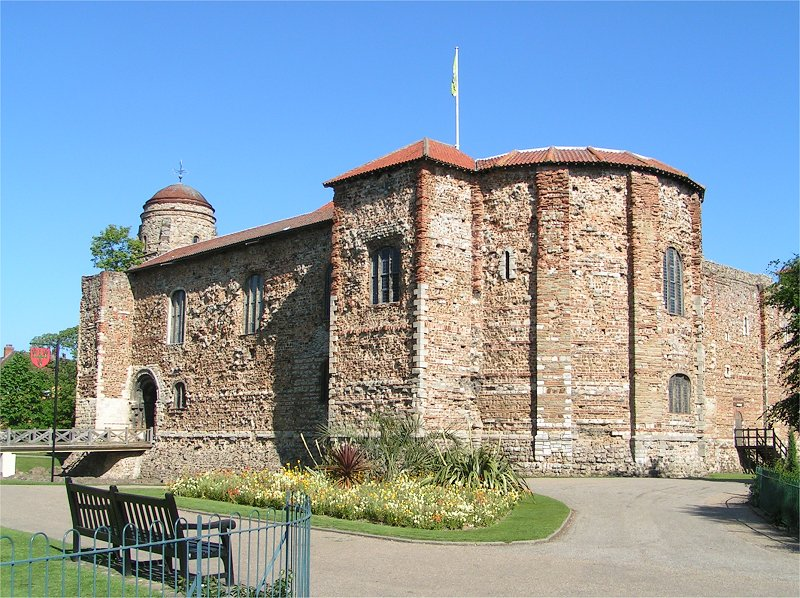
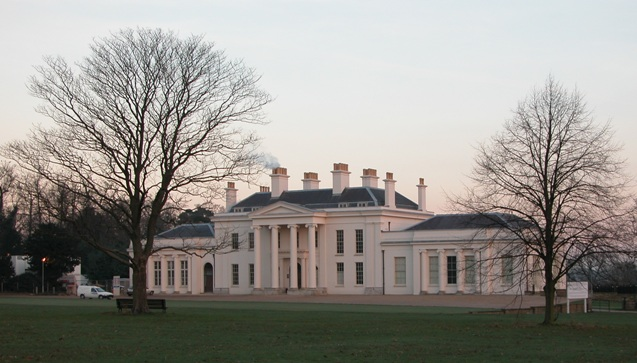
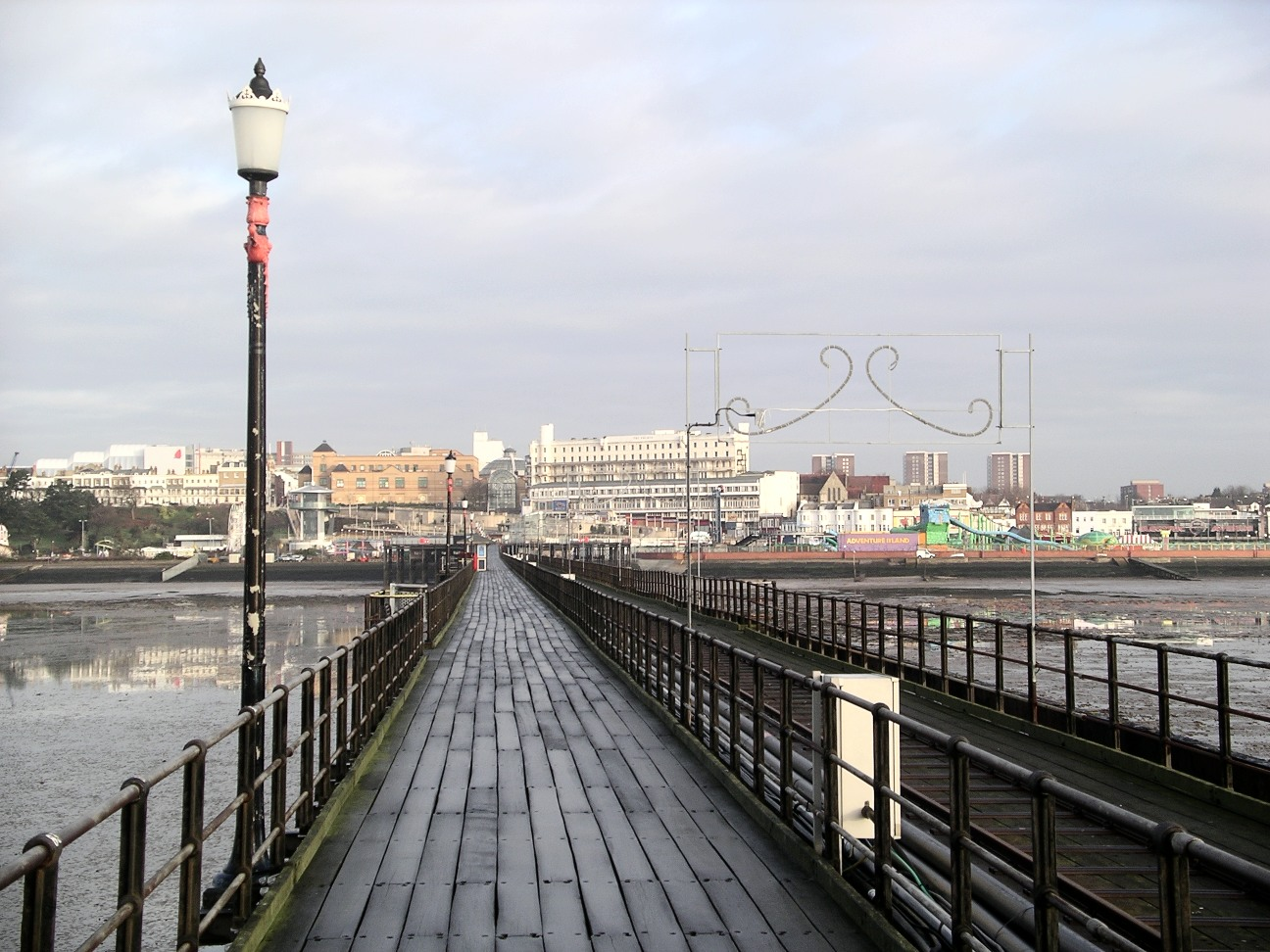